# Луис Перес Галисиец
«Луис Перес Галисиец» (исп. Luis Perez el Gallego) — «драма чести» испанского драматурга Педро Кальдерона де ла Барки, написанная примерно в 1628—1630 годах и впервые опубликованная в 1647 году, в составе «Четвёртой части комедий различных авторов». Её сюжет основан на реальной истории, которая произошла предположительно в конце XVI века.

## Сюжет
Главный герой пьесы — галисийский дворянин, который в силу обстоятельств оказывается в конфликте с государством. Узнав, что в судебном процессе против него даны ложные показания, Луис Перес врывается в здание суда и вырывает из дела листы с этими показаниями.